# Абдуллаушагы
Абдуллаушагы (азерб. Abdullauşağı) — село в Кельбаджарском районе Азербайджана. Расположено в горах Малого Кавказа на реке Мозчай в юго-западной части хребта Зульфугарлы на высоте 1779 м.

## История

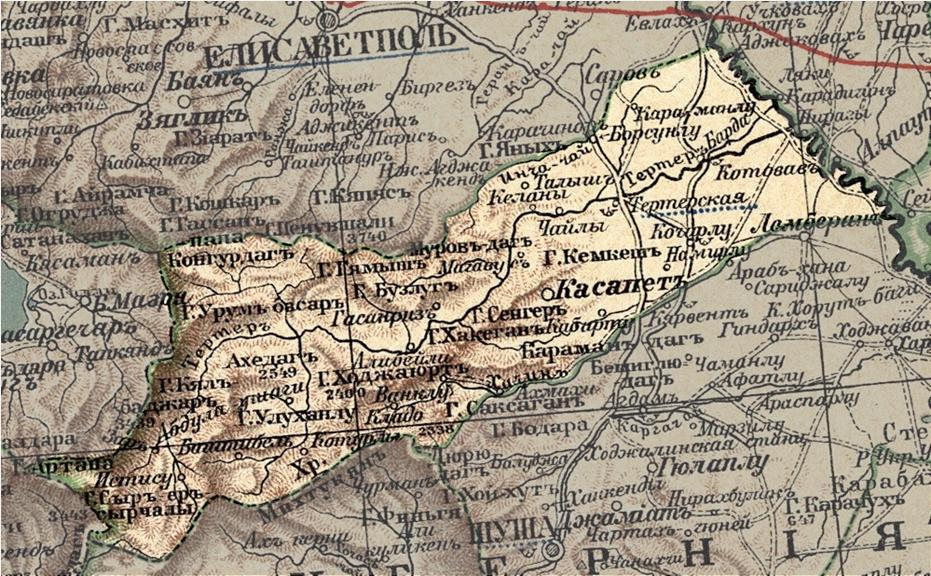
Село Абдулла ушаги в составе Джеванширского уезда на карте 1903 года

Первоначально именовалось Шахсевенлер. Основано в конце XIX века выходцем из агджабединского села Шахсевен Абдуллой.
Село с 1869 года находилось в составе Джеванширского уезда Елизаветпольской губернии. По данным «Кавказского календаря» 1912 года в селе жило 62 азербайджанца, указанных в календаре как «татары».
По данным издания «Административное деление АССР», подготовленного в 1933 году Управлением народно-хозяйственного учёта АССР (АзНХУ), по состоянию на 1 января 1933 года в селе Абдулла-ушагы Зюльфугарлинского сельсовета Кельбаджарского района Азербайджанской ССР проживало 269 человек (45 хозяйств, 134 мужчин и 135 женщин). Национальный состав всего Зюльфугарлинского сельсовета, включавшего также сёла Агятак, Чорман, Фаталылар, Мозкент, Кара-Гюней и другие, на 99,3 % состоял из тюрков (азербайджанцев).
В ходе Первой карабахской войны в начале 1990-х село перешло под контроль армянских сил. Согласно административно-территориальному делению непризнанной Нагорно-Карабахской Республики располагалось в Шаумяновском районе НКР.
25 ноября 2020 года на основании трёхстороннего соглашения между Азербайджаном, Арменией и Россией от 10 ноября 2020 года, заключённого после окончания Второй карабахской войны, Кельбаджарский район возвращён под контроль Азербайджана.